# Betés de Sobremonte
Betés de Sobremonte (arag. Betés de Sobremón) – miejscowość w Hiszpanii, w Aragonii, w prowincji Huesca, w comarce Alto Gállego, w gminie Biescas, 76 km od miasta Huesca.
Według danych INE z 1991 roku miejscowość zamieszkiwały 22 osoby. Wysokość bezwzględna miejscowości jest równa 1 298 metrów. Kod pocztowy do miejscowości to 22451.